# 12433 Barbieri
12433 Barbieri è un asteroide della fascia principale. Scoperto nel 1996, presenta un'orbita caratterizzata da un semiasse maggiore pari a 2,6219163 UA e da un'eccentricità di 0,2422339, inclinata di 6,07325° rispetto all'eclittica.